# Беллер, Ольга Александровна
Ольга Александровна Беллер  (Кувайцева) (род. 25 сентября 1973, Ишимбай) — российская, ранее советская спортсменка (международные шашки, русские шашки), тренер. Чемпионка России по быстрой программе (2001 год), бронзовый призёр лично-командного чемпионата России (1—9 марта 2002, Тверь), победительница первенства ФСО профсоюзов РСФСР (1986), серебряный (1987) и бронзовый (1991) призёр первенств РСФСР по русским шашкам среди девушек. Входила в состав сборной России.
В 12 лет стала чемпионкой БАССР среди женщин (1985). Победительница первенства РСФСР и призёр первенства СССР соревнований на приз ЦК ВЛКСМ «Чудо-шашки» в состав команды средней школы № 2 г. Ишимбая: Анатолий Татаренко, Дмитрий Фролов, Ольга Кувайцева, Ольга Титова (1987).
Воспитанница ишимбайской шашечной школы (Тренеры: В.И.Мильшин, В.А.Русинов). Тренер в Ишимбайской ДЮСШОР по шашкам (с 1990).
Окончила СОШ №2, Ишимбайский нефтяной колледж (1994), Стерлитамакский техникум физической культуры (2007), Стерлитамакский институт физической культуры (2010).